# A boccaperta
A boccaperta (titolo completo: Giuseppe Desa da Copertino a boccaperta) è una sceneggiatura cinematografica di Carmelo Bene, come affermato nel corpo del testo.
Secondo altri si tratterebbe di un romanzo. In realtà il genere, per quanto concerne le opere beniane, è difficile da determinare. L'autore definiva a volte la sua arte (teatrale, filmica, letteraria, ...) "degenere".
Scritto nel 1970 e pubblicato per la prima volta nel 1976 (nello stesso volume in cui sono ricompresi S.A.D.E. ovvero libertinaggio e decadenza del complesso bandistico della gendarmeria salentina e Ritratto di signora del cavalier Masoch per intercessione della beata Maria Goretti) è dedicato a Giuseppe Desa da Copertino con l'intenzione di farlo diventare poi un film, ma senza successo. Il costo finale sarebbe stato proibitivo, poiché, oltretutto, le sale cinematografiche di allora avrebbero dovuto dotarsi di due schermi, di cui uno posto in alto per realizzare i voli del frate.

## Giuseppe Desa da Copertino

Carmelo Bene

A boccaperta tratta della vita, tra il leggendario e l'immaginario, di Giuseppe Desa da Copertino, dalla nascita, o meglio, dall'innamoramento dei suoi genitori fino all'età adulta. Già da infante Giuseppe aveva in sé il dono della levità. Sua madre lo considerava un demente e lo trattava spesso con disprezzo, anche a causa delle sue "mani di burro", con le quali mollava la presa delle suppellettili e tutto ciò che di fragile avesse mai potuto afferrare o tenere con le mani veniva a fracassarsi puntualmente a terra. Da giovane frate poi venne a vivere in un convento e messo a fare il guardiano dei porci. Quando andava chiedendo la questua, benché ricevesse dalla gente molto ben di Dio, le sue mani di burro e la sua maldestrezza facevano sì che perdesse tutto lungo la strada del ritorno. I frati per dispetto gli facevano fare delle penitenze o gli procuravano qualche scherzetto, magari mandandolo a prendere l'acqua con un secchio bucato.
Frate Asino, come veniva chiamato Giuseppe, chiuso nella sua cella levitava guardando un quadro della Madonna. Un giorno venne sua madre a trovarlo, ma Giuseppe la rinnegò e indicando il dipinto disse: "quella è la mamma mia". Si ritrovava poi a volte guardando il cielo a levitare e il frate superiore che aveva potere su di lui gli diceva, molto imprudentemente: "Obbedienza!..." E Giuseppe si ridestava dal volo e, trovandosi sopra un cornicione pericolante, cominciava a piagnucolare e ad invocare aiuto; i frati, chi con la scala, chi con la corda, cercavano di aiutarlo così a scendere. A volte in queste sue estatiche evoluzioni si trascinava dietro storpi e malati che malauguratamente si aggrappavano alla sua veste, sperando in una miracolosa guarigione. Ma quelli che la fede faceva rimanere troppo legati, ad una certa altezza, mollando la presa, si sfracellavano al suolo. "I danni della carità". Un giorno gli venne tolto il quadro della Madonna di fronte al quale andava in estasi sollevandosi da terra. Rattristato ma obbediente accetta questa prova. Quando un giorno però glielo restituirono lui disse: "Non lo voglio più". Aveva saputo che il quadro l'aveva fatto un certo pittore detto Malatasca, e così lui chiamava il diavolo [...]

## Edizioni
- A Boccaperta (contiene: Giuseppe Desa da Copertino, A boccaperta; S.A.D.E. ovvero libertinaggio e decadenza del complesso bandistico della gendarmeria salentina. Spettacolo in due aberrazioni; Ritratto di signora del cavalier Masoch per intercessione della beata Maria Gobetti. Spettacolo in due incubi), Torino, Einaudi, 1976.
- A boccaperta (Ristampa del solo testo A BOCCAPERTA), Linea d'ombra, Milano 1993.